# Brasão de armas da América do Norte
Esta é uma lista dos brasões de armas dos países da América do Norte.

## Países soberanos
| países                   | brasão de armas |
| ------------------------ | --------------- |
| Antígua e Barbuda        |                 |
| Bahamas                  |                 |
| Barbados                 |                 |
| Belize                   |                 |
| Canadá                   |                 |
| Costa Rica               |                 |
| Cuba                     |                 |
| Dominica                 |                 |
| República Dominicana     |                 |
| El Salvador              |                 |
| Granada                  |                 |
| Guatemala                |                 |
| Haiti                    |                 |
| Honduras                 |                 |
| Jamaica                  |                 |
| México                   |                 |
| Nicarágua                |                 |
| Panamá                   |                 |
| Santa Lúcia              |                 |
| São Cristóvão e Neves    |                 |
| São Vicente e Granadinas |                 |
| Trindade e Tobago        |                 |
| Estados Unidos           |                 |

## territórios independentes
| Países                       | Brasão de armas |
| ---------------------------- | --------------- |
| Anguila                      |                 |
| Aruba                        |                 |
| Bermudas                     |                 |
| Bonaire                      |                 |
| Ilhas Caimã                  |                 |
| Curaçau                      |                 |
| Groenlândia                  |                 |
| Guadalupe                    |                 |
| Martinica                    |                 |
| Monserrate                   |                 |
| Porto Rico                   |                 |
| Saba                         |                 |
| Santo Eustáquio              |                 |
| São Bartolomeu               |                 |
| São Martinho (França)        |                 |
| São Martinho (Países Baixos) |                 |
| São Pedro e Miquelão         |                 |
| Turcas e Caicos              |                 |
| Ilhas Virgens Americanas     |                 |
| Ilhas Virgens Britânicas     |                 |